# Aeroflot
Az Aeroflot (oroszul Аэрофлот) Oroszország nemzeti légitársasága, amely az országban egyben a legnagyobb. 1991-ig a Szovjetunió nemzeti légitársasága volt, és abban az időben a világ legnagyobb légitársaságának és legnagyobb teherszállító vállalatának számított.
2017 végéig az Aeroflot Oroszország légipiacának mintegy 40%-át lefedte.  Aeroflot tulajdonában van a Rossiya Airlines légitársaság, amelynek székhelye Szentpéterváron van. Továbbá az ő tulajdonuk a Pobeda - fapados fuvarozó és az Aurora légitársaság 51% -a az orosz Távol-Keleten található.
Az Aeroflot és leányvállalatai 2019. december 31-én 359 repülőgépet birtokolnak  amelyek főleg Airbusból, Boeingből és olyan hazai modellekből állnak, mint a Sukhoi Superjet 100. Az Aeroflotnak korábban volt egy Aeroflot-Cargo nevű teherszállító leányvállalata is, bár a fióktelep később beolvadt a szülő légitársaságba.
2006. április 14-étől a SkyTeam szövetség tagja. Bázisrepülőtere a Seremetyjevói nemzetközi repülőtér Moszkvában. A légitársaság a codeshared megosztásokat leszámítva 52 ország 146 célállomására repül. 2009-től működött együtt a Vnyesekonombankkal a Malév miatt.
2020 márciusától az orosz kormány az Országos Vagyonkezelési Szövetségi Ügynökségen keresztül az Aeroflot 51%-ával rendelkezik, 0,05% a menedzsment részvénye, a többi részvény szabadon értékesíthető.

## Forgalom
| Év   | Járat   | Ebből   | Ebből  |
| Év   | Járat   | Charter | Cargo  |
| ---- | ------- | ------- | ------ |
| 2019 | 557 132 | 37 438  | 19 282 |
| 2018 | 496 454 | 37 838  | 18 900 |

## Flotta

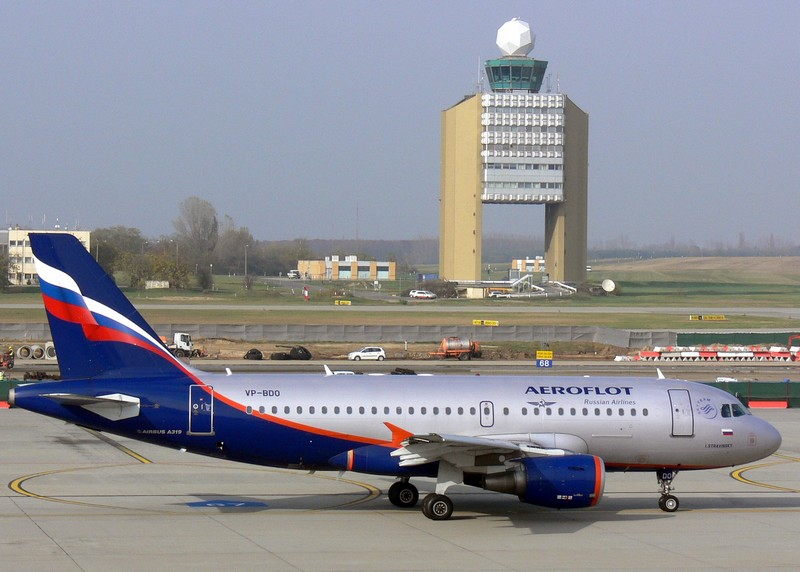
Az Aeroflot Airbus A319-es típusú repülőgépe Ferihegyen

| Típus                  | Szolgálatban | Rendelés | Utasok | Utasok | Utasok | Utasok   | Jegyzetek |
| Típus                  | Szolgálatban | Rendelés | B      | C      | E      | Összesen | Jegyzetek |
| ---------------------- | ------------ | -------- | ------ | ------ | ------ | -------- | --- |
| Airbus A320–200        | 58           | —        | 20     | —      | 120    | 140      | |
| Airbus A320–200        | 58           | —        | 8      | —      | 150    | 158      | |
| Airbus A320neo         | 6            | —        | 12     | —      | 144    | 156      | |
| Airbus A321–200        | 33           | —        | 28     | —      | 142    | 170      | |
| Airbus A321–200        | 33           | —        | 16     | —      | 167    | 183      | |
| Airbus A321neo         | 3            | —        | 12     | —      | 184    | 196      | |
| Airbus A330–200        | 2            | —        | 30     | —      | 199    | 229      | |
| Airbus A330–300        | 10           | —        | 28     | —      | 268    | 296      | |
| Airbus A330–300        | 10           | —        | 36     | —      | 265    | 301      | |
| Airbus A350–900        | 7            | 13       | 28     | 24     | 264    | 316      | Eredeti tervek szerint kiszállítva 2023-tól, ám az Oroszországra kivetett szankciók miatt leállítva. Az Airbus néhány az Aeroflotnak szánt gépet más légitársasoknak szállított le. |
| Boeing 737–800         | 37           | —        | 20     | —      | 138    | 158      | |
| Boeing 777–300ER       | 22           | —        | 30     | 48     | 324    | 402      | |
| Boeing 777–300ER       | 22           | —        | 28     | 24     | 375    | 427      | |
| Irkut MC–21–300        | —            | 260      | 16     | —      | 159    | 175      | Kiszállítások 2024-től. |
| Szuhoj Superjet 100–95 | 2            | 89       | 12     | —      | 75     | 87       | Minden megmaradt gép a Rosszijának átadva. További kiszállítások 2023-tól. |
| Tupolev Tu–214         | —            | 40       |        |        |        |          | Kiszállítás 2023-tól. |
| Összesen               | 180          | 402      |        |        |        |          | |

## Balesetek
- 593-as járat: 1994. március 23-án egy Airbus A310-300 zuhant le Mezsdurecsenszktől 20 km-re. A balesetet az okozta, hogy a kapitány fia elfordította a szarvkormányt, és így a robotpilóta részlegesen kikapcsolt. Így fény derült az Airbus A310-esek egyik hibájára, amit azóta már oktatnak a pilótáknak. A balesetet senki sem élte túl. (Lásd: Az Aeroflot 593-as járatának katasztrófája)
- 1492-es járat: 2019. május 5-én a Szuhoj Superjet (RA-89098) gépe  Moscow–Sheremetyevo repülőteréről indult  Murmansk-ba, amikor a gép felszállás után visszatér Moszkvába. A leszálláskor tűz ütött ki a gépen, ahol a fedélzeten lévő 78 főből 41 életét vesztette.[16] (Lásd: Az Aeroflot 1492-es járatának balesete(wd)

Lásd még: További balesetek a wikipédia angol nyelvű oldalán